# Simulium dudgeoni
Simulium dudgeoni es una especie de insecto del género Simulium, familia Simuliidae, orden Diptera.
Fue descrita científicamente por Takaoka & Davies, 1995.